# We Were Dead Before the Ship Even Sank
Albums de Modest Mouse
Good News for People Who Love Bad News
(2004) Strangers to Ourselves
(2015)
We Were Dead Before the Ship Even Sank est le cinquième album du groupe de rock indépendant Modest Mouse, sorti le 20 mars 2007 sur le label Epic Records.
Cet album a la particularité d'être le seul de la discographie du groupe à avoir Johnny Marr, ancien guitariste de The Smiths, en tant que membre officiel. Il s'agit également du dernier album sur lequel joue Eric Judy, membre fondateur du groupe. Il reçoit des critiques positives au moment de sa sortie.

## Liste des titres
Toutes les paroles sont écrites par Isaac Brock, toute la musique est composée par Modest Mouse.
| No  | Titre                      | Durée |
| --- | -------------------------- | ----- |
| 1.  | March into the Sea         | 3:30  |
| 2.  | Dashboard                  | 4:06  |
| 3.  | Fire It Up                 | 4:34  |
| 4.  | Florida                    | 2:56  |
| 5.  | Parting of the Sensory     | 5:34  |
| 6.  | Missed the Boat            | 4:24  |
| 7.  | We've Got Everything       | 3:40  |
| 8.  | Fly Trapped in a Jar       | 4:30  |
| 9.  | Education                  | 3:56  |
| 10. | Little Motel               | 4:44  |
| 11. | Steam Engenius             | 4:26  |
| 12. | Spitting Venom             | 8:26  |
| 13. | People as Places as People | 3:42  |
| 14. | Invisible                  | 4:00  |

## Membres
- Isaac Brock – chant, guitare
- Johnny Marr - guitare
- Eric Judy – guitare basse
- Tom Peloso – contrebasse, fiddle
- Jeremiah Green – batterie
- Joe Plummer - percussions

## Certifications
| Pays                  | Certification | Unités certifiées |
| --------------------- | ------------- | ----------------- |
| Canada (Music Canada) | Or            | 50 000            |
| États-Unis (RIAA)     | Or            | 500 000           |